# Scooby-Doo! Mystery Incorporated
Scooby-Doo! Mystery Incorporated is een Amerikaanse animatieserie die van april 2010 tot april 2013 werd uitgezonden op Cartoon Network. Het is de elfde incarnatie van Hanna-Barbera's Scooby-Doo-series. De serie is geproduceerd door Warner Bros. Animation, en telt 52 afleveringen.

## Verhaal
De serie brengt de volledige originele cast, Scooby-Doo, Shaggy Rogers, Fred Jones, Velma Dinkley, en Daphne Blake, weer bij elkaar. Ze wonen in deze serie in een klein plaatsje genaamd Crystal Cove, dat al eeuwenlang bekendstaat om z’n bovennatuurlijke verschijningen zoals spoken en demonen.
De oudere generatie van het dorp probeert deze verschijnselen zo veel mogelijk uit te buiten om toeristen te lokken. Dit staat op gespannen voet met Scooby-Doo en co, die zelf niet geloven dat er werkelijk monsters aanwezig zijn en denken dat alle verschijnselen logisch te verklaren zijn. Ze proberen dit dan ook koste wat het kost te bewijzen.
De serie focust zich verder op een groeiende relatie tussen Velma en Shaggy, en tussen Fred en Daphne. Tevens krijgt de groep te maken met een mysterieuze man genaamd Mr. E, die meer af lijkt te weten van alles wat er in Crystal Cove gebeurt.

## Rolverdeling
- Frank Welker - Scooby-Doo, Fred Jones, Barty Blake, bouwvakker #3
- Grey DeLisle - Daphne Blake, Paula Rogers, Greta Gator
- Mindy Cohn - Velma Dinkley
- Matthew Lillard - Norville "Shaggy" Rogers
- Lewis Black - Mr. E (Mystery)
- Vivica A. Fox - Angel Dynamite
- Gary Cole - Mayor Fred Jones Sr., bouwvakker #1
- Frances Conroy - Angie Dinkley
- Kevin Dunn - Dale Dinkley, voorman #1
- Casey Kasem - Colton Rogers
- Kath Soucie - Nan Blake, vrouwelijke tourist
- Patrick Warburton - Sheriff Bronson Stone
- Udo Kier - Professor Pericles

Nederlandse rolverdeling
- Huub Dikstaal - Shaggy Rogers, Scooby-Doo
- Lizemijn Libgott - Velma Dinkley
- Melise de Winter - Daphne Blake
- Tony Neef - Fred Jones
- Frans Limburg - Sheriff Bronson Stone, George Avacados